# نورمان مانلي
نورمان مانلي (بالإنجليزية: Norman Washington Manley)‏ هو محامي وسياسي جامايكي، ولد في 4 يوليو 1893 في جامايكا، وتوفي في 2 سبتمبر 1969 في نفس البلد. حزبياً، نشط في حزب الشعب الوطني ‏.

## روابط خارجية
- نورمان مانلي على موقع الموسوعة البريطانية (الإنجليزية)
- نورمان مانلي على موقع مونزينجر (الألمانية)
- نورمان مانلي على موقع ديسكوغز (الإنجليزية)